# Premis Platino
Els Premis Platino del Cinema Iberoamericà són uns guardons creats per l'Entitat de Gestió de Drets d'Autor dels Productors Audiovisuals (EGEDA) en col·laboració amb la Federació Iberoamericana de Productors Cinematogràfics i Audiovisuals (FIPCA), les Acadèmies de Cinema iberoamericanes, Latin Artist i el suport dels Instituts de Cinema, per reconèixer als professionals de la indústria cinematogràfica iberoamericana, que comprèn nacionalitats europees, sud-americanes, nord-americanes i del Carib sempre que la versió original del film sigui en castellà i en portuguès.

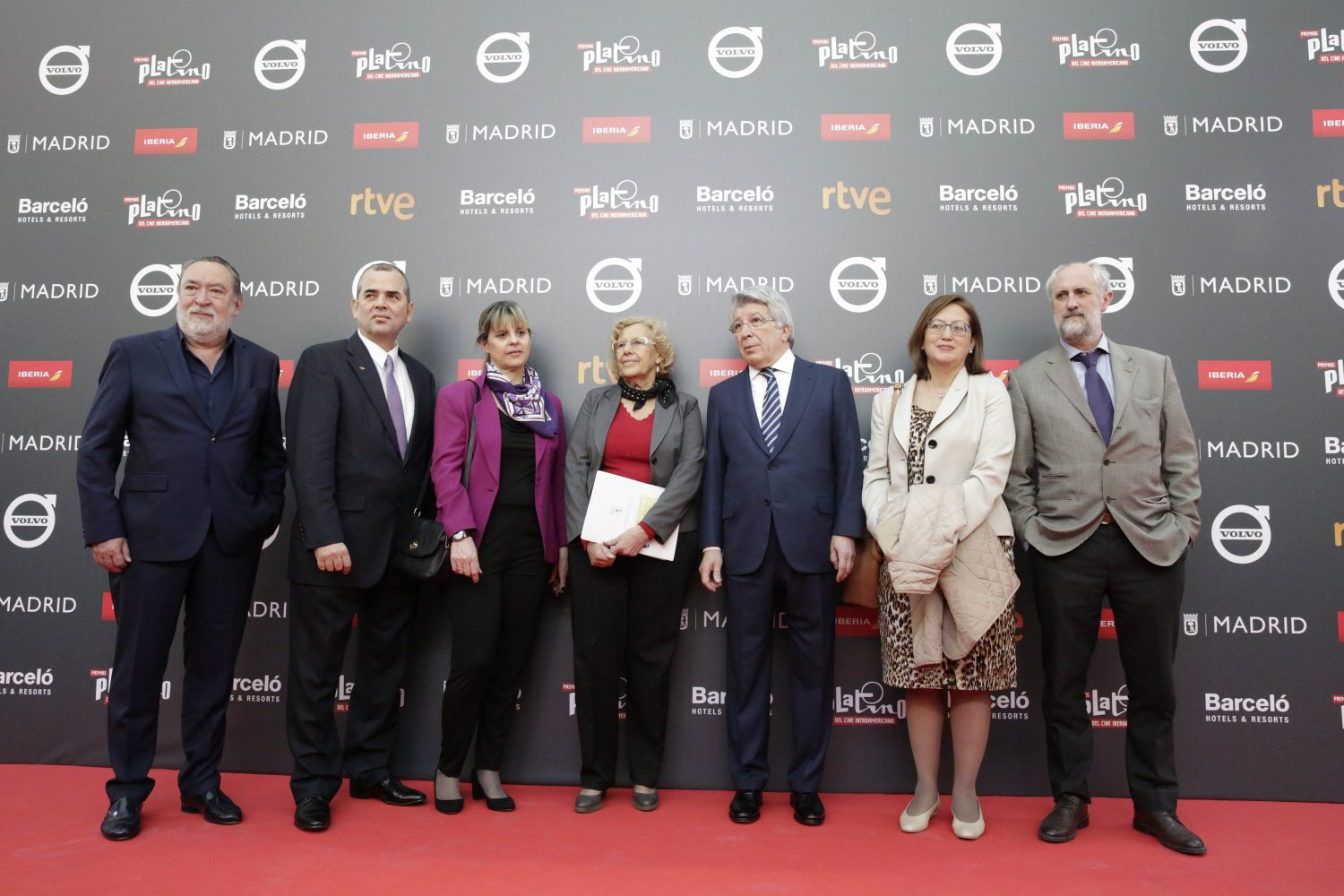
Edició del 2017

Aquests premis van ser creats després de la proposta a iniciativa del CEO d'EGEDA, Miguel Ángel Benzal, en la seva presentació al Fòrum Egeda-Fipca del cinema iberoamericà celebrat a l'hotel Bristol de Ciutat de Panamà a l'abril de 2012. La seva primera edició a l'abril de 2014 es va celebrar a Panamà i la segona a l'Starlite Festival a Marbella.

## Història
Després de la seva creació a iniciativa de Miguel Ángel Benzal, CEO de EGEDA, durant el primer Fòrum EGEDA-FIPCA celebrat en Panamà a l'abril de 2012 i la signatura d'un acord amb el govern panameny, el 28 de novembre de 2013, durant el desenvolupament del II Fòrum EGEDA – Fipca celebrat a la ciutat de Medellín, es va anunciar la posada en marxa dels primers premis de cinema iberoamericà, els Premis Platino. En la presentació van participar els presidents de EGEDA i FIPCA i els representants de les diferents Acadèmies i Associacions del cinema d'Iberoamèrica.
Després de l'èxit de la I edició celebrada en Ciutat de Panamà el 5 d'abril de 2014, es va celebrar al juliol de 2015 la II edició dels premis, en la qual van participar 760 pel·lícules i van assistir multitud de reconegudes figures cinematogràfiques a nivell mundial. Va ser retransmesa en més de 60 països.
L'objectiu dels premis Platí és convertir-se en la principal finestra per a mostrar la cinematografia iberoamericana i també generar un star system iberoamericà perquè les pel·lícules puguin transcendir fronteres.

## Trofeu
El trofeu dels Premis Platino va ser dissenyat per Javier Mariscal. i presentat el 14 de febrer de 2014 a la Casa de América de Madrid. El seu creador va dir això sobre el trofeu:
| «                 | «El trofeu dels Premis PLATINO és una figura d'una dona de formes femenines, que amb un gest ancestral, ofereix, amb els braços enlaire, el planeta Terra amb el mapa de Llatinoamèrica centrat. És optimista, estilitzada, abstracta, real, sexy, elegant, atractiva, energètica, mística, contundent, explosiva, meravellosa. El Premi PLATINO és el trofeu del Cinema Llatí. És un trofeu femení. Dialoga amb l'Oscar, de tu a tu. El decó com a referència. Amb els braços enlaire, amb una ofrena. Gest ancestral que es perd en el túnel dels temps de diferents cultures i continents. Ella ofereix el planeta amb Llatinoamèrica gravada (el resultat d'un col·lectiu humà, la seva cultura)... Nua. Sense ostentació, però elegant. Clàssica. Amb les formes femenines definides però sense buscar la provocació. Digna, valenta, humana, Llatina». | » |
| — Xavier Mariscal | |   |

## Candidatures
Segons les bases dels Premis, podran concórrer als Premis PLATINO tots els llargmetratges (pel·lícules amb una durada superior als 60 minuts), amb nacionalitat de, almenys, un dels 23 països iberoamericans, i que, amb independència del seu any de producció, hagin estat estrenats, per primera vegada, en qualsevol dels països de la Comunitat Iberoamericana en sales comercials i amb taquilla oberta al públic, entre l'1 de gener i el 31 de desembre de cada any; o bé no hagin estat estrenats comercialment però sí en els festivals de classe A, a més del festival de Toronto, en el citat període, i que hagin estat inscrits als Premis PLATINO per part dels productors.

### Preselecció
El membre de la FIPCA de cada país, en col·laboració de les Acadèmies i Instituts de Cinema, proposarà al director general dels Premis PLATINO les candidatures nacionals per a cadascuna de les categories. Les candidatures podran ser fins a tres, per a cadascuna de les categories de millor pel·lícula (de ficció, documental i d'animació), i fins a dues, en les següents categories: direcció, guió, música original, interpretació masculina i interpretació femenina.

### Candidatures
Una vegada conclòs el procés de preselecció per cada país, el comitè executiu, amb el suport dels assessors determinarà les candidatures en totes les categories sobre aquestes, un jurat internacional seleccionarà les nominades de cada categoria.
El jurat seleccionarà i nominarà, entre totes les candidatures presentades pel comitè executiu, cinc candidatures per a cadascuna de les categories.

### Votació
Un jurat internacional procedirà al vot de les diferents categories. La decisió del jurat es farà pública en la Gala.
Premi PLATINO d'Honor del Cinema Iberoamericà i el Premi PLATINO Camilo Vives a la Millor Opera Prima de Ficció Iberoamericana
Tots dos premis seran escollits directament pel comitè executiu dels Premis, amb l'assessorament del consell de direcció i tenint en compte, entre d'altres, els candidats proposats per aquest.

## Resum d'edicions
| Edició | Data                 | Lloc               | Principals guanyadors (cinema) | Principals guanyadors (cinema)            | Principals guanyadors (cinema)       | Principals guanyadors (cinema)               | Ref.   |
| Edició | Data                 | Lloc               | Millor pel·lícula              | Millor director                           | Millor actriu                        | Millor actor                                 | Ref.   |
| ------ | -------------------- | ------------------ | ------------------------------ | ----------------------------------------- | ------------------------------------ | -------------------------------------------- | ------ |
| 1a     | 5 d’abril de 2014    | · Ciutat de Panamà | Gloria                         | Amat Escalante · —Heli                    | Paulina García · —Gloria             | Eugenio Derbez · —No se aceptan devoluciones | [ 8 ]  |
| 2a     | 18 de juliol de 2015 | · Marbella         | Relatos salvajes               | Damián Szifron · —Relatos salvajes        | Érica Rivas · —Relatos salvajes      | Óscar Jaenada · —Cantinflas                  | [ 9 ]  |
| 3a     | 24 de juliol de 2016 | · Punta del Este   | El abrazo de la serpiente      | Ciro Guerra · —El abrazo de la serpiente  | Dolores Fonzi · —La patota           | Guillermo Francella · —El Clan               | [ 10 ] |
| 4a     | 22 de juliol de 2017 | · Madrid           | El ciudadano ilustre           | Pedro Almodóvar · —Julieta                | Sônia Braga · —Aquarius              | Oscar Martínez · —El ciudadano ilustre       | [ 11 ] |
| 5a     | 29 d’abril de 2018   | · Playa del Carmen | Una mujer fantástica           | Sebastián Lelio · —Una mujer fantástica   | Daniela Vega · —Una mujer fantástica | Alfredo Castro · —Los perros                 | [ 12 ] |
| 6a     | 12 de maig de 2019   | · Playa del Carmen | Roma                           | Alfonso Cuarón · —Roma                    | Ana Brun · —Las herederas            | Antonio de la Torre · —El reino              | [ 13 ] |
| 7a     | 29 de juny de 2020   | Cerimònia virtual  | Dolor y gloria                 | Pedro Almodóvar · —Dolor y gloria         | Carol Duarte · —A Vida Invisível     | Antonio Banderas · —Dolor y gloria           | [ 14 ] |
| 8a     | 3 d’octubre de 2021  | · Madrid           | El olvido que seremos          | Fernando Trueba · -El olvido que seremos  | Candela Peña · -La boda de Rosa      | Javier Cámara · -El olvido que seremos       | [ 15 ] |
| 9a     | 15 de maig de 2022   | · Madrid           | El buen patrón                 | Fernando León de Aranoa · -El buen patrón | Blanca Portillo · -Maixabel          | Javier Bardem · -El buen patrón              | [ 16 ] |
| 10a    | 22 d'abril de 2023   | · Madrid           | Argentina, 1985                | Rodrigo Sorogoyen · -As bestas            | Laia Costa · -Cinco lobitos          | Ricardo Darín · —Argentina, 1985             | [ 17 ] |

## Països
Els països dels quals s'accepten candidatures per a aquests premis són els següents:
- Andorra
- Argentina
- Bolívia
- Brasil
- Xile
- Colòmbia
- Costa Rica
- Cuba
- Equador
- El Salvador
- Espanya
- Guatemala
- Hondures
- Mèxic
- Nicaragua
- Panamà
- Paraguai
- Perú
- Portugal
- Puerto Rico
- República Dominicana
- Uruguai
- Veneçuela

## Categories
Les categories creades per a la primera edició (2014) dels premis són les primeres vuit següents. A la segona edició (2015) es van agregar cinc categories més, però es van ometre les categories "Millor Co-producció Iberoamericana". A la quarta edició (2017) es va agregar la categoria de "Millor Minisèrie o telesèrie Cinematogràfica Iberoamericana", expandint els premis per a reconèixer tant cinema com produccions per a televisió, això continuaria en edicions posteriors afegint categories per a interpetaciones en minisèries o telesèries ("Millor Actor" i "Millor Actriu" en 2018 i "Millor Actor de Repartiment" i "Millor Actriu de Repartiment" en 2020). A la vuitena edició (2021) es van expandir les categories d'interpretació en cinema creant "Millor Actor de Repartiment" i "Millor Actriu de Repartiment", a més de crear "Millor Creador de Sèrie".
- Millor Pel·lícula Iberoamericana (des de 2014)
- Millor Director (des de 2014)
- Millor Actor (des de 2014)
- Millor Actriu (des de 2014)
- Millor Actor de Repartiment (des de 2021)
- Millor Actriu de Repartiment (des de 2021)
- Millor Guió (des de 2014)
- Millor Música Original (des de 2014)
- Millor Pel·lícula d'Animació (des de 2014)
- Millor Documental (des de 2014)
- Millor Direcció Artística (des de 2015)
- Millor Fotografia (des de 2015)
- Millor So (des de 2015)
- Millor Muntatge (des de 2015)
- Millor Òpera Prima de Ficció Iberoamericana (des de 2015)
- Cinema i Educació en Valors (des de 2017)
- Millor Minisèrie o telesèrie Cinematogràfica Iberoamericana (des de 2017)
- Millor Creador de Sèrie (des de 2021)
- Millor Actor en Minisèrie o telesèrie (des de 2018)
- Millor Actriu en Minisèrie o telesèrie (des de 2018)
- Millor Actor de Repartiment en Minisèrie o telesèrie (des de 2020)
- Millor Actriu de Repartiment en Minisèrie o telesèrie (des de 2020)

### Premi Honorífic
- Platino d'Honor (des de 2014)
- Premis Institucionals (des de 2014)

### Categories discontínues
- Platino a la Millor Coproducció Iberoamericana (únic lliurament en 2014)